# Ковель (поїзд)
«Ковель» — нічний швидкий поїзд № 128/127 Львівської залізниці сполученням Ковель — Харків.
Протяжність маршруту поїзда — 1143 км.
На даний поїзд була можливість придбати електронний квиток.

## Історія
Поїзд призначений з 29 жовтня 2017 року і став альтернативою вагонів безпересадкового сполучення в складі поїзда № 793/794 «Дніпровські зорі сполученням Харків-Луцьк».
З 18 березня 2020 року поїзд скасований через пандемію COVID-19, рух досі не відновлено.

## Інформація про курсування
Поїзд курсував через день, з Харкова по непарних, з Ковеля — по парних числах місяця.
На маршруті руху поїзд здійснював зупинки на 33 проміжних станціях.
| Розклад руху поїзда «Ковель» сполученням Ковель — Харків станом на 2020 рік | Розклад руху поїзда «Ковель» сполученням Ковель — Харків станом на 2020 рік | Розклад руху поїзда «Ковель» сполученням Ковель — Харків станом на 2020 рік | Розклад руху поїзда «Ковель» сполученням Ковель — Харків станом на 2020 рік | Розклад руху поїзда «Ковель» сполученням Ковель — Харків станом на 2020 рік |
| Час прибуття                                                                | Час відправлення                                                            | Станція                                                                     | Час прибуття                                                                | Час відправлення                                                            |
| —                                                                           | 14:14                                                                       | Ковель                                                                      | 13:36                                                                       | —                                                                           |
| 12:12                                                                       | —                                                                           | Харків                                                                      | —                                                                           | 16:37                                                                       |
| --------------------------------------------------------------------------- | --------------------------------------------------------------------------- | --------------------------------------------------------------------------- | --------------------------------------------------------------------------- | --------------------------------------------------------------------------- |

Актуальний розклад руху вказано у розділі «Розклад руху призначених поїздів» на офіційному вебсайті «Укрзалізниці».
Час в дорозі від Ковеля до Харкова становив 21 год. 58 хв., у зворотному напрямку — 20 год. 59 хв.

## Склад поїзда
Поїзд № 128/127 «Ковель» Ковель — Харків формування вагонного депо ЛВЧД-14 станції Ковель Львівської залізниці.
Поїзду встановлена схема з 16 вагонів.
Нумерація вагонів при відправлення від Ковеля та Харкова — від локомотива поїзда.